# Fernando Luiz Roza
Fernando Luiz Roza (Londrina, 4 de maio de 1985), mais conhecido como Fernandinho, é um futebolista brasileiro que atua como volante. Atualmente está sem clube.

## Clubes

### Início
Fernandinho deu os primeiros passos no futebol em 1999, aos 13 anos, no PSTC (centro de treinamento especializado em categorias de base e formação de atletas profissionais de Londrina). Nesta época, o clube ainda não possuía instalações próprias e treinava suas equipes na Universidade Estadual de Londrina (UEL). Jogou por três anos nas categorias de base do clube londrinense, conquistando o Campeonato Paranaense Juvenil, em 2001, e a Taça Londrina Juvenil, no mesmo ano. Na conquista do primeiro, Fernandinho foi o artilheiro da competição, mesmo atuando na lateral-direita.

### Atlético Paranaense
Do PSTC, o atleta foi para a base do Atlético Paranaense em setembro de 2001. Já em 2002, foi promovido ao elenco principal pelo então técnico Oswaldo Alvarez, mas não chegou a atuar. Sua estreia como profissional foi no dia 8 de abril de 2003, contra o Paraná. Nessa sua primeira passagem, o jogador fez 83 partidas pelo clube e marcou 14 gols, antes de migrar para o ucraniano Shakhtar Donetsk por cerca de 7 milhões de euros.

### Shakhtar Donetsk
Em fevereiro de 2005, foi contratado pelo Shakhtar Donetsk. Em sua primeira temporada como jogador do Shakhtar, disputou 34 partidas, incluindo 23 jogos na liga, e marcou três gols, sendo um deles no campeonato. O Shakhtar venceu a Supercopa, porém Fernandinho não jogou na partida. Ele jogou no jogo decisivo do campeonato entre o Shakhtar e o Dínamo de Kiev, que alcançou 75 pontos após todos os 30 jogos disputados, nos quais o Shakhtar prevaleceu por 2 a 1 para conquistar o título. Isso marcou o primeiro título de Fernandinho na liga com o Shakhtar. Ele fez 25 jogos pela liga na temporada 2006–07, quando o Shakhtar terminou em 2º, atrás do Dínamo de Kiev. Eles também terminaram como vice-campeões na Copa da Ucrânia e na Supercopa da Ucrânia.
Na temporada 2007–08, o Shakhtar recuperou o campeonato, com Fernandinho desempenhando um papel fundamental ao marcar 11 gols, incluindo um na penalidade, em 29 jogos na liga. Ele não apareceu em apenas uma partida da liga durante a temporada. O Shakhtar também venceu a Copa da Ucrânia, dando a Fernandinho o primeiro sucesso da Copa. No entanto, eles foram derrotados na Supertaça pelo Dínamo de Kiev pelo segundo ano consecutivo. Depois que o jogo terminou por 2 a 2, a decisão foi para os pênaltis e, embora Fernandinho tenha convertido a sua cobrança, o Shakhtar perdeu por 4 a 2.

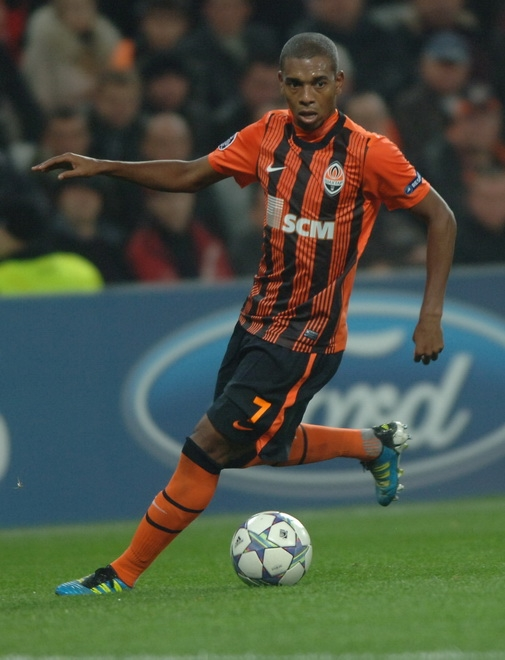
Fernandinho pelo Shakhtar em 2011

Pela temporada 2008–09, em 9 de dezembro de 2008, ele marcou um gol na vitória fora do Shakhtar por 3 a 2 contra o Barcelona, na partida da fase de grupos da Liga dos Campeões da UEFA.
Em 26 de fevereiro de 2009, Fernandinho marcou o gol de empate no empate fora de mão do Shakhtar por 1 a 1 contra o Tottenham, em jogo válido pela Copa da UEFA. O Shakhtar venceu o empate por 3 a 1 no total. Em 7 de março, ele marcou o único gol, uma penalidade, na vitória por 1 a 0 contra o Dnipro Dnipropetrovsk. Em 15 de março, ele abriu o placar do pênalti na vitória por 3 a 0 contra o Metalist Kharkiv. Em 19 de março, ele marcou de pênalti na vitória por 2 a 0 do Shakhtar sobre o CSKA Moscou, da Rússia, pela Copa da UEFA. O Shakhtar acabou avançando por 2 a 1 no placar agregado.
Em 16 de abril, ele marcou um gol na vitória da Copa da UEFA por 2 a 1 contra o Olympique de Marseille. O Shakhtar saiu vitorioso do empate com uma vitória agregada por 4 a 1. Ele também marcou um gol na primeira mão da semifinal da Copa da UEFA contra o Dínamo de Kiev, que terminou por 1 a 1. O Shakhtar avançou para a final em virtude de uma vitória por 3 a 2 no total, depois de garantir uma vitória por 2 a 1 na Donbass Arena na segunda mão.
Titular na final da Copa da UEFA, Fernandinho teve boa atuação e viu sua equipe ser campeã após vencer o Werder Bremen por 2 a 1. Essa foi a última edição da competição com esse nome, antes de ser rebatizada de Liga Europa da UEFA. Somando todas as partidas na temporada 2008–09, o jogador fez 42 aparições totais, incluindo 21 na liga, e marcou 11 gols, sendo cinco na liga.
No final da temporada de 2011–12, com seu contrato vencendo, ele assinou um novo contrato de cinco anos com o clube até 2016. O Shakhtar manteve o título da liga pelo terceiro ano consecutivo, o quinto de Fernandinho na geral com o clube. O volante também conquistou outro troféu da Copa da Ucrânia, o segundo consecutivo.
Ao fim da temporada 2012–13, Fernandinho deixou o Shakhtar Donetsk rumo ao Manchester City, após oito anos. Pelo clube ucraniano, Fernandinho disputou 284 jogos, marcando 53 gols.

### Manchester City
Em junho de 2013, após oito anos jogando no Shakhtar Donetsk e sendo ídolo da torcida, Fernandinho foi vendido ao Manchester City. Ele assinou um contrato de quatro anos e acredita-se que tenha dispensado cerca de 4 milhões de libras devido a Shakhtar para concluir a transferência, pois estava desesperado para garantir uma mudança do clube ucraniano. Durante seu tempo no Shakhtar, o brasileiro usava a camisa número 7, mas devido ao meia James Milner já ocupar o número no City, Fernandinho teve que escolher outra. Em entrevista ao Manchester City, Fernandinho lembrou-se de uma conversa com o filho, na qual o filho disse: "Meu pai é o novo número 25" e, portanto, Fernandinho escolheu posteriormente 25 como seu novo número. O atleta declarou que a principal intenção de se mudar para um clube mais forte e proeminente como o City era poder retornar à seleção, de preferência durante a Copa do Mundo FIFA de 2014.

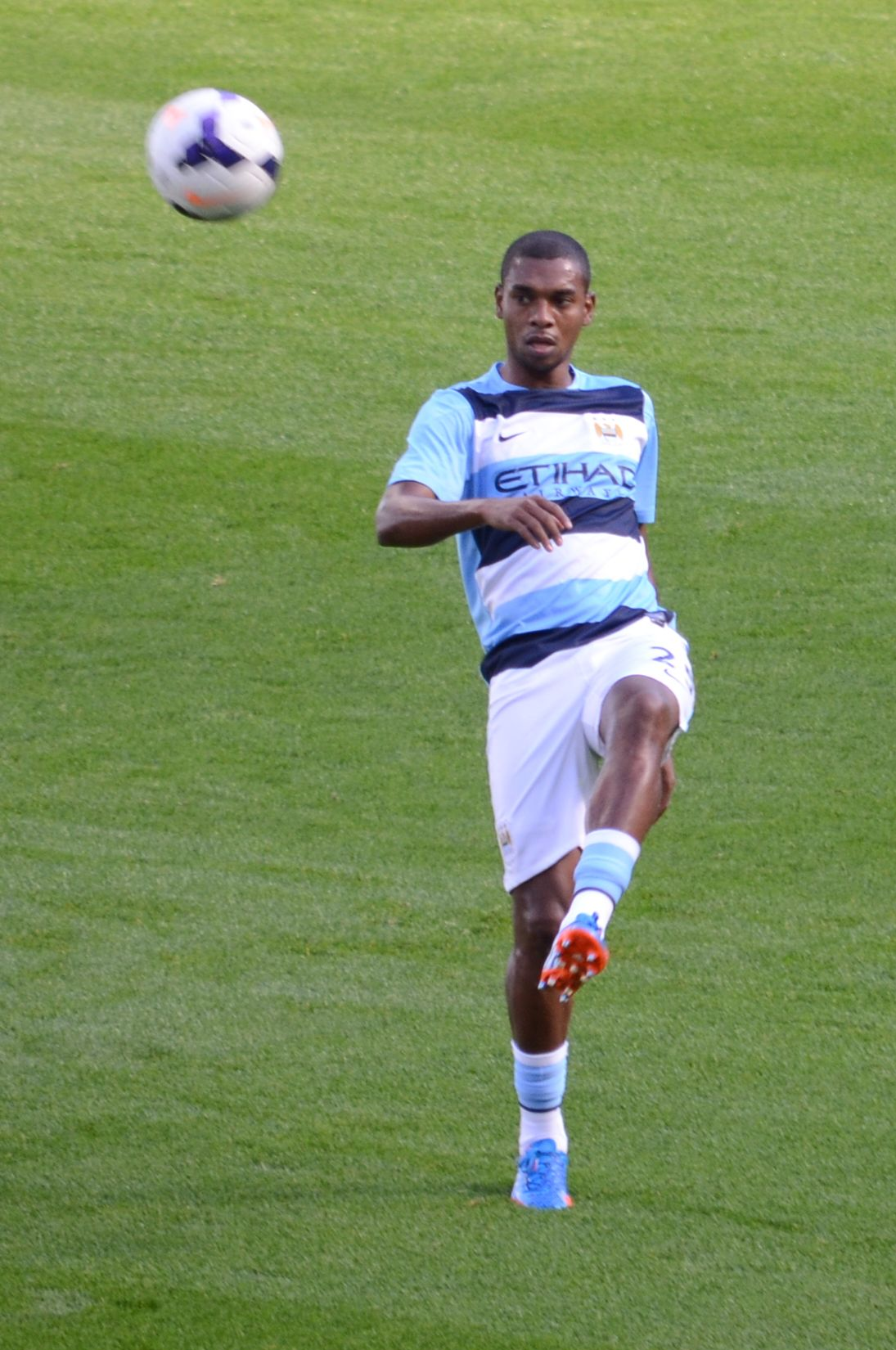
Fernandinho atuando pelo City em 2013

Fernandinho estreou na Premier League no dia 19 de agosto, contra o Newcastle, em uma vitória em casa por 4–0. Ele marcou seus dois primeiros gols pelo Manchester City em 14 de dezembro, contra o Arsenal, em uma vitória em casa por 6–3, sendo também nomeado homem do jogo após uma exibição clássica. Em 1 de janeiro de 2014, ele marcou seu terceiro gol da temporada em uma vitória fora por 3–2 contra o Swansea.
Para a temporada 2016–17, o papel de Fernandinho no clube se tornou tão significativo que o técnico Josep Guardiola declarou: “Se um time tem três Fernandinhos, eles serão campeões. Temos um, mas ele é rápido, ele é inteligente, ele é forte no ar, ele pode jogar várias posições. Quando ele vê o espaço, ele corre lá imediatamente. Quando você precisa fazer uma correção, você só precisa de um jogador para desafiar, e ele está lá.”
Fernandinho continuou a desempenhar um papel vital para o Manchester City na temporada 2017–18, ajudando-os a conquistar seu terceiro título da Premier League e o segundo. Ele marcou três gols e deu três assistências em 30 jogos pelos vencedores do título. Fernandinho também apareceu na final da Copa da Liga de 2018 para o City quando derrotou o Arsenal por 3–0, no entanto, ele foi substituído após 52 minutos por causa de uma lesão.
Para a temporada 2019–20, com a contratação de Rodri, e a saída de Vincent Kompany, Fernandinho passou a atuar como zagueiro, recebendo elogios de Pep Guardiola.
Em 28 de janeiro de 2020, Fernandinho renovou com o Manchester City até 2021, pois seu vínculo encerraria ao fim da temporada 2019–20.

### Retorno ao Athletico Paranense
No dia 27 de junho de 2022, o Athletico-PR anunciou o regresso de Fernandinho, que chegou sem custos e assinou contrato até 2024.

## Seleção Brasileira

### Sub-20
Em 2003, atuando pela Seleção Brasileira Sub-20, no Mundial Sub-20, foi o responsável por fazer o gol que deu o título ao Brasil, o da vitória por 1–0 diante da Espanha, na final.

### Principal
Estreou pela Seleção Brasileira principal em 10 de agosto de 2011, numa partida amistosa contra a Alemanha.

### Copa do Mundo de 2014

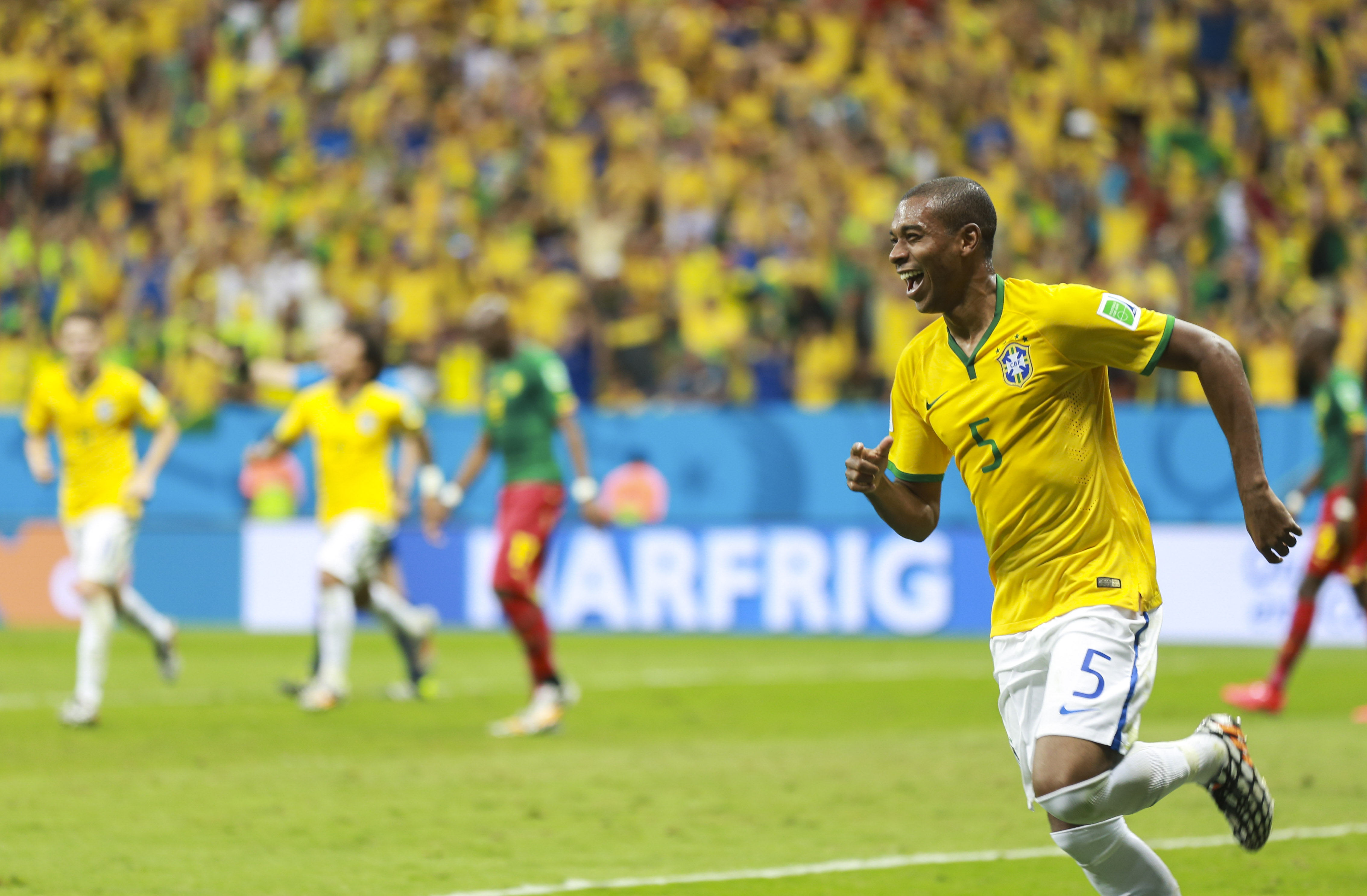
Fernandinho comemorando seu gol contra Camarões na Copa de 2014

Em 5 de março de 2014, após dois anos sem ser convocado, retornou à Seleção nas vésperas da Copa do Mundo FIFA de 2014, marcando seu primeiro gol pela Amarelinha numa goleada por 5 a 0 sobre a África do Sul. No dia 7 de maio, esteve na lista dos 23 convocados por Luiz Felipe Scolari para a Copa do Mundo de 2014 realizada no Brasil.

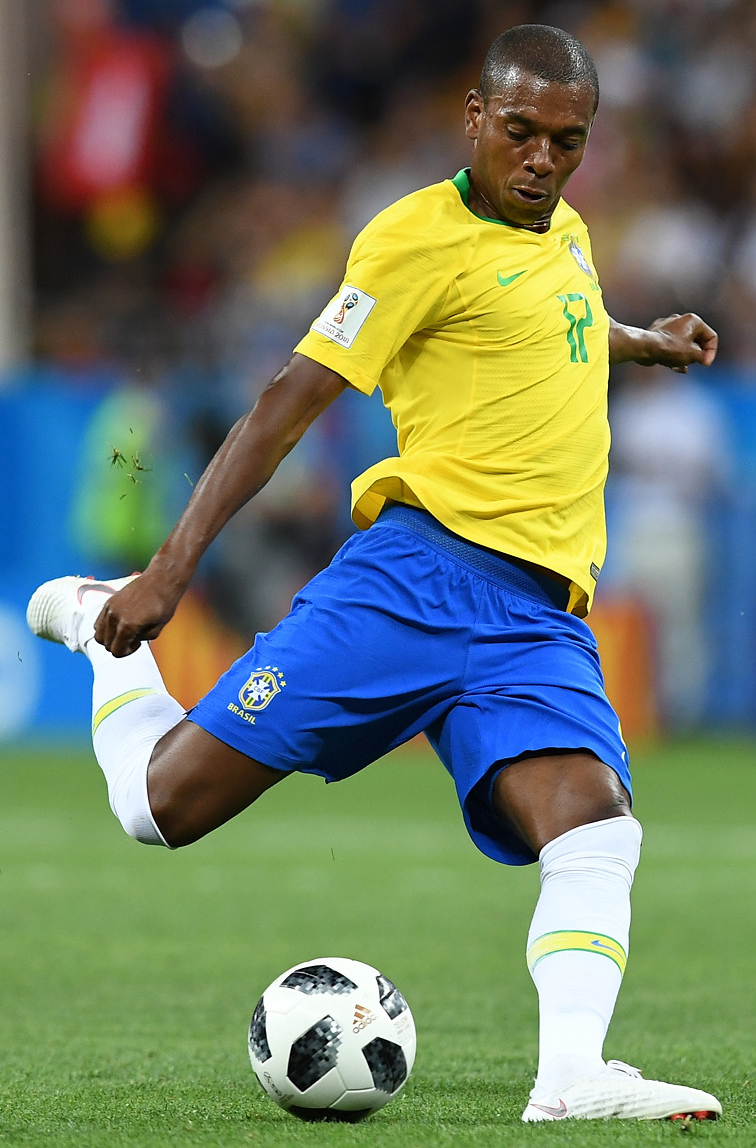
Fernandinho na Copa do Mundo de 2018

Ele estreou no torneio como substituto no intervalo de Paulinho no terceiro jogo da fase de grupos, marcando o último gol na vitória por 4 a 1 sobre os Camarões.
Sob o comando de Felipão, Fernandinho formou o meio de campo ao lado de Luiz Gustavo  e Oscar diante da goleada por 7 a 1 sofrida diante da Alemanha na semifinal de 2014, onde Fernandinho teve atuação negativa junto a Luiz e Paulinho.

### Copa do Mundo de 2018
Em 14 de maio de 2018, foi convocado para compor a Seleção Brasileira para a Copa do Mundo FIFA de 2018, realizada na Rússia. Em 6 de julho, o Brasil foi eliminado da Copa do Mundo de 2018 pela Bélgica nas quartas de final, perdendo por 2 a 1, com Fernandinho marcando um gol contra para a Bélgica.
Em 17 de maio de 2019, Fernandinho foi convocado para a Copa América de 2019. Após a participação e o título conquistado, Fernandinho não foi mais convocado por Tite. 
Pela Seleção Brasileira, disputou 53 partidas e marcou 2 gols.

## Estatísticas

### Clubes
Abaixo estão listados todos os jogos, gols e assistências do futebolista por clubes.
| Clube                | Temporada         | Campeonato nacional | Campeonato nacional | Campeonato nacional | Copa nacional[a] | Copa nacional[a] | Copa nacional[a] | Competições continentais[b] | Competições continentais[b] | Competições continentais[b] | Outros torneios[c] | Outros torneios[c] | Outros torneios[c] | Total | Total | Total   |
| Clube                | Temporada         | Jogos               | Gols                | Assist.             | Jogos            | Gols             | Assist.          | Jogos                       | Gols                        | Assist.                     | Jogos              | Gols               | Assist.            | Jogos | Gols  | Assist. |
| -------------------- | ----------------- | ------------------- | ------------------- | ------------------- | ---------------- | ---------------- | ---------------- | --------------------------- | --------------------------- | --------------------------- | ------------------ | ------------------ | ------------------ | ----- | ----- | ------- |
| Athletico Paranaense | 2003              | 29                  | 6                   | 0                   | —                | —                | —                | —                           | —                           | —                           | 2                  | 0                  | 0                  | 31    | 6     | 0       |
| Athletico Paranaense | 2004              | 41                  | 9                   | 0                   | —                | —                | —                | —                           | —                           | —                           | —                  | —                  | —                  | 41    | 9     | 0       |
| Athletico Paranaense | 2005              | 2                   | 0                   | 0                   | —                | —                | —                | 9                           | 1                           | 0                           | —                  | —                  | —                  | 11    | 1     | 0       |
| Athletico Paranaense | 2022              | 13                  | 1                   | 2                   | 2                | 0                | 0                | 5                           | 0                           | 0                           | —                  | —                  | —                  | 20    | 1     | 2       |
| Athletico Paranaense | Total             | 85                  | 16                  | 2                   | 2                | 0                | 0                | 14                          | 1                           | 0                           | 2                  | 0                  | 0                  | 103   | 17    | 2       |
| Shakhtar Donetsk     | 2005–06           | 23                  | 1                   | 2                   | 2                | 1                | 0                | 9                           | 1                           | 0                           | —                  | —                  | —                  | 34    | 3     | 2       |
| Shakhtar Donetsk     | 2006–07           | 25                  | 1                   | 7                   | 3                | 0                | 0                | 11                          | 3                           | 0                           | 1                  | 0                  | 0                  | 40    | 4     | 7       |
| Shakhtar Donetsk     | 2007–08           | 29                  | 11                  | 6                   | 3                | 1                | 0                | 8                           | 0                           | 2                           | 1                  | 0                  | 1                  | 41    | 12    | 9       |
| Shakhtar Donetsk     | 2008–09           | 21                  | 5                   | 1                   | 3                | 0                | 0                | 17                          | 6                           | 1                           | 1                  | 0                  | 0                  | 42    | 11    | 2       |
| Shakhtar Donetsk     | 2009–10           | 24                  | 4                   | 4                   | 2                | 2                | 0                | 12                          | 2                           | 1                           | 1                  | 0                  | 0                  | 39    | 8     | 5       |
| Shakhtar Donetsk     | 2010–11           | 15                  | 3                   | 1                   | 2                | 0                | 0                | 2                           | 0                           | 0                           | 1                  | 0                  | 2                  | 20    | 3     | 3       |
| Shakhtar Donetsk     | 2011–12           | 24                  | 4                   | 9                   | 3                | 1                | 1                | 4                           | 0                           | 1                           | 1                  | 1                  | 0                  | 32    | 6     | 11      |
| Shakhtar Donetsk     | 2012–13           | 23                  | 2                   | 7                   | 4                | 3                | 1                | 8                           | 1                           | 1                           | 1                  | 0                  | 1                  | 36    | 6     | 10      |
| Shakhtar Donetsk     | Total             | 184                 | 31                  | 37                  | 22               | 8                | 2                | 71                          | 13                          | 6                           | 7                  | 1                  | 4                  | 284   | 53    | 49      |
| Manchester City      | 2013–14           | 33                  | 5                   | 3                   | 5                | 0                | 2                | 8                           | 0                           | 0                           | —                  | —                  | —                  | 46    | 5     | 5       |
| Manchester City      | 2014–15           | 33                  | 3                   | 3                   | 3                | 0                | 0                | 7                           | 0                           | 0                           | —                  | —                  | —                  | 43    | 3     | 3       |
| Manchester City      | 2015–16           | 33                  | 2                   | 2                   | 5                | 2                | 0                | 12                          | 2                           | 3                           | —                  | —                  | —                  | 50    | 6     | 5       |
| Manchester City      | 2016–17           | 32                  | 2                   | 1                   | 3                | 0                | 0                | 9                           | 1                           | 1                           | —                  | —                  | —                  | 44    | 3     | 2       |
| Manchester City      | 2017–18           | 34                  | 5                   | 3                   | 6                | 0                | 0                | 8                           | 0                           | 0                           | —                  | —                  | —                  | 48    | 5     | 3       |
| Manchester City      | 2018–19           | 29                  | 1                   | 3                   | 4                | 0                | 0                | 8                           | 0                           | 0                           | 1                  | 0                  | 0                  | 42    | 1     | 3       |
| Manchester City      | 2019–21           | 30                  | 0                   | 1                   | 3                | 0                | 0                | 8                           | 0                           | 0                           | —                  | —                  | —                  | 41    | 0     | 1       |
| Manchester City      | 2020–21           | 21                  | 0                   | 2                   | 8                | 1                | 2                | 7                           | 0                           | 0                           | —                  | —                  | —                  | 36    | 1     | 4       |
| Manchester City      | 2021–22           | 19                  | 2                   | 1                   | 6                | 0                | 0                | 8                           | 0                           | 2                           | —                  | —                  | —                  | 33    | 2     | 3       |
| Manchester City      | Total             | 264                 | 20                  | 19                  | 43               | 3                | 4                | 75                          | 3                           | 6                           | 1                  | 0                  | 0                  | 383   | 26    | 29      |
| Total na carreira    | Total na carreira | 533                 | 67                  | 58                  | 67               | 11               | 6                | 160                         | 17                          | 12                          | 10                 | 1                  | 4                  | 770   | 96    | 80      |

- a. ^ Jogos da Copa do Brasil, Copa da Ucrânia,Copa da Inglaterra e Copa da Liga Inglesa
- b. ^ Jogos da Copa Libertadores, Liga dos Campeões da UEFA e Liga Europa
- c. ^ Jogos do Campeonato Paranaense, Supercopa da Ucrânia e Supercopa da UEFA

### Seleção Brasileira
Abaixo estão listados todos os jogos, gols e assistências do futebolista pela Seleção Brasileira, desde as categorias de base.
Seleção Principal
| Ano               | Copa do Mundo | Copa do Mundo | Copa do Mundo | Copa América | Copa América | Copa América | Qualificação Mundial | Qualificação Mundial | Qualificação Mundial | Amistosos | Amistosos | Amistosos | Total | Total | Total   |
| Ano               | Jogos         | Gols          | Assist.       | Jogos        | Gols         | Assist.      | Jogos                | Gols                 | Assist.              | Jogos     | Gols      | Assist.   | Jogos | Gols  | Assist. |
| ----------------- | ------------- | ------------- | ------------- | ------------ | ------------ | ------------ | -------------------- | -------------------- | -------------------- | --------- | --------- | --------- | ----- | ----- | ------- |
| 2011              | —             | —             | —             | —            | —            | —            | —                    | —                    | —                    | 4         | 0         | 2         | 4     | 0     | 2       |
| 2012              | —             | —             | —             | —            | —            | —            | —                    | —                    | —                    | 1         | 0         | 0         | 1     | 0     | 0       |
| 2014              | 5             | 1             | 0             | —            | —            | —            | —                    | —                    | —                    | 6         | 1         | 1         | 11    | 2     | 1       |
| 2015              | —             | —             | —             | 4            | 0            | 0            | 1                    | 0                    | 0                    | 6         | 0         | 0         | 11    | 0     | 0       |
| 2016              | —             | —             | —             | —            | —            | —            | 6                    | 0                    | 0                    | —         | —         | —         | 6     | 0     | 0       |
| 2017              | —             | —             | —             | —            | —            | —            | 4                    | 0                    | 0                    | 4         | 0         | 1         | 8     | 0     | 1       |
| 2018              | 5             | 0             | 0             | —            | —            | —            | —                    | —                    | —                    | 3         | 0         | 0         | 8     | 0     | 0       |
| 2019              | —             | —             | —             | 2            | 0            | 1            | —                    | —                    | —                    | 2         | 0         | 0         | 4     | 0     | 1       |
| Total na carreira | 10            | 1             | 0             | 6            | 0            | 1            | 11                   | 0                    | 0                    | 26        | 1         | 4         | 53    | 2     | 5       |

Seleção Sub–20
| Ano               | Campeonato Mundial | Campeonato Mundial | Campeonato Mundial |
| Ano               | Jogos              | Gols               | Assist.            |
| ----------------- | ------------------ | ------------------ | ------------------ |
| 2016              | 4                  | 1                  | 0                  |
| Total na carreira | 4                  | 1                  | 0                  |

## Títulos
Athletico Paranaense
- Copa Paraná: 2003
- Campeonato Paranaense: 2005, 2023 e 2024

Shakhtar Donetsk
- Campeonato Ucraniano: 2005–06, 2007–08, 2009–10, 2010–11, 2011–12 e 2012–13
- Copa da Ucrânia: 2007–08, 2010–11, 2011–12 e 2012–13
- Supercopa da Ucrânia: 2008, 2010 e 2012
- Copa da UEFA: 2008–09

Manchester City
- Premier League: 2013–14, 2017–18, 2018–19, 2020–21 e 2021–22
- Copa da Liga Inglesa: 2013–14, 2015–16, 2017–18, 2018–19, 2019–20 e 2020–21
- Supercopa da Inglaterra: 2018
- Copa da Inglaterra: 2018–19

Seleção Brasileira Sub-20
- Copa do Mundo FIFA Sub-20: 2003

Seleção Brasileira
- Superclássico das Américas: 2014
- Copa América: 2019

### Prêmios individuais
- Melhor Jogador do Campeonato Ucraniano: 2007–08
- Equipe do Ano da PFA: 2018–19